# أطروحات حول فويرباخ
«أطروحات حول فيورباخ» (بالألمانية: Thesen über Feuerbach) هي أحد عشر ملاحظة فلسفية قصيرة كتبها كارل ماركس كخطوط رئيسية للفصل الأول من كتاب الأيديولوجية الألمانية في عام 1845. مثل الكتاب الذي كتبت من أجله، لم تنشر الأطروحات خلال حياة ماركس، فطبعت لأول مرة في عام 1888 كملحق لكتيب بقلم فريدريك إنجلز. أكثر ما يتذكر من الوثيقة هي مقولة ماركس الشهيرة في السطر الأخير للأطروحة الحادية عشر: «لقد اكتفى الفلاسفة بتفسير العالم بشتى الطرق، إلا أن تغييره هو الأهم.»

## التاريخ

### الخلفية
في شباط عام 1845 كارل ماركس تم ترحيله من فرنسا بناء على طلب من وزير الخارجية فرانسوا جيزو. فنزح ماركس إلى بروكسل، حيث انضم إليه بعد أشهر قليلة زميله السياسي  فريدريك إنجلز منذ بداية أبريل من نفس العام.  في بروكسل بدأ ماركس بصياغة مفهوم المادية التاريخية — فكرة أن وراء التغييرات الجوهرية في التاريخ السياسي يكمن صراع اقتصادي بين الحاكم والطبقات المضطهدة كان في صميم هذه التحولات الهيكلية.
بدأ ماركس العمل على كتابه الجديد الذي يفصّل فيه نظريته الجديدة في فلسفة التاريخ، بعنوان الأيديولوجية الألمانية. ضمن العمل على هذا المشروع، كتب ماركس مجموعة من الملاحظات والإبيجرامات المقتضبة المكونة من 11 نقطة فيما يتعلق بأفكار لودفيغ فيورباخ، فيلسوف هيجلي شاب ينظر إليه باعتباره من أكثر دعاة المادية حداثة، ورغم ذلك برأي ماركس كان قد فشل في استخلاص استنتاجات سياسية مرضية تماما من أفكاره الفلسفية. هذه «الأطروحات» كتبت في البداية كرؤوس أقلام للفصل الأول من الأيديولوجية الألمانية، واستخدم معظمها بإسهاب أكبر في هذا المؤلف.

### المحتوى

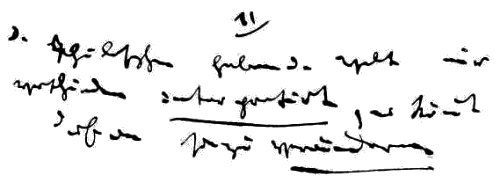
الأطروحة 11 الشهيرة كما يظهر في المخطوطة الألمانية الأصلية.

انتقد ماركس بحدة المادية التأملية لدى الهيجليين الشباب، الذين وجدوا أن «جوهر الإنسان» يكمن في العزلة والتجريد، بدلا من ذلك حاجج أن طبيعة الإنسان لا يمكن فهمها إلا في سياق العلاقات الاقتصادية والاجتماعية. قال ماركس  أن فهم أصول المعتقدات الدينية غير كاف للتحرك نحو القضاء عليها؛ معلنا عوضا عن ذلك أن البنية الاجتماعية والاقتصادية هي التي أدت إلى المعتقدات الدينية وأن تغيير هذه الشروط السابقة ضرورية للقضاء على الدين.
«الأطروحات» ترى أن العمل السياسي هو الحقيقة الفلسفية الوحيدة، كما في خاتمتها الشهيرة: «لقد اكتفى الفلاسفة بتفسير العالم بشتى الطرق، إلا أن تغييره هو الأهم.» في حين أن النص يرغب في الحفاظ  الموقف النقدي في المثالية الألمانية النقدية، فإنه يصيغ هذا النقد في سياق عملي، مادي وسياسي.

### تاريخ النشر
على الرغم من جهودهم الجمة الرامية إلى إيجاد ناشر لكتاب الأيديولوجية الألمانية فإنه لم ينشر أثناء حياة  كارل ماركس أو فريدريك انجلز. المؤلف الجدلي لم ينشر بكامله إلا في عام 1932 من قبل معهد ماركس-إنجلز-لينين التابع للجنة المركزية من الحزب الشيوعي السوفييتي في موسكو.
ولم ينشر ماركس «أطروحات حول فيورباخ» خلال حياته. وقد حرر فريدريك إنجلز هذه المواد في وقت لاحق ونشرها في فبراير عام 1888 كملحق  لكتيب لودفيغ فيورباخ و نهاية الفلسفة الكلاسيكية الألمانية. لم ينشر نص ماركس الأصلي غير المحرر إلا في عام 1924 في اللغة الألمانية والترجمة الروسية كجزء من أرشيف ماركس-انجلز الكتاب الأول، من  قبل معهد ماركس-انجلز في موسكو.

### استخدامات النص
الأطروحة الحادية عشرة حول فيورباخ — «لقد اكتفى الفلاسفة بتفسير العالم بشتى الطرق، إلا أن تغييره هو الأهم.» — استخدمها سيرغي بروكوفييف في الأنشودة ال20 لذكرى ثورة أكتوبر ، مرجع سابق. 74.
الأطروحة الحادية عشرة محفورة في مدخل  جامعة هومبولت في أونتر دن ليندن في برلين. الاتحاد الاشتراكي حزب الوحدة من ألمانيا أوصى بذلك في عام 1953 كجزء من إعادة الإعمار في أعقاب الحرب العالمية الثانية.
الأطروحة الحادية عشرة هي أيضا النقش التذكاري على شاهد قبر ماركس في مقبرة هايغيت في لندن، جنبا إلى جنب مع السطر الأخير من بيان الحزب الشيوعي, «يا عمال العالم اتحدوا».

## الحواشي
1. ↑  Lev Churbanov, "Preface" to Karl Marx-Frederick Engels Collected Works: Volume 5: Marx and Engels, 1845-47.
2. ↑  Churbanov, "Preface" to Marx-Engels Collected Works: Volume 5, p. xiv.
3. ↑  Churbanov, "Preface" to Marx-Engels Collected Works: Volume 5, pp. xiv–xv.
4. ↑  Churbanov, "Preface" to Marx-Engels Collected Works: Volume 5, p. xv.
5. ↑  In German: "Die Philosophen haben die Welt nur verschieden interpretiert; es kommt aber darauf an, sie zu verändern."
6. ↑  Lev Churbanov, Annotation to Karl Marx and Frederick Engels, The German Ideology, in Karl Marx-Frederick Engels Collected Works: Volume 5: Marx and Engels, 1845-47.
7. ↑  Frederick Engels, Ludwig Feuerbach und der Ausgang der Klassischen deutschen Philosophie.
8. ↑  Cyril Smith and Don Cuckson (trans.
9. ↑  Gregor Tassie, Kirill Kondrashin: His Life in Music. نسخة محفوظة 21 فبراير 2020 على موقع واي باك مشين.
10. ↑  Lena Rohrbach and Thomas Schmidt, „Vorsicht Stufe! نسخة محفوظة 02 سبتمبر 2013 على موقع واي باك مشين.